# Jacqueline Rayet
Jacqueline Rayet, née à Paris le 26 juin 1933, est une danseuse française, étoile du ballet de l'Opéra de Paris et une pédagogue.

## Carrière de danseuse
Jacqueline Rayet entre en 1942 à l'école de danse de l'Opéra de Paris et suit également les cours au studio de Carlotta Zambelli. Elle n'a pas encore 14 ans quand elle est admise dans le corps de ballet de l'Opéra de Paris. Elle y est nommée Grand Sujet en 1950, première danseuse en 1956, et danseuse étoile en 1961 à l'issue d'une représentation de Giselle.
Elle danse tous les grands rôle du répertoire comme La Sylphide, Casse-noisette, Le Lac des cygnes. Sa morphologie lui permet d'être une remarquable interprète[précision nécessaire] des chorégraphies de George Balanchine : La Bourrée fantasque, les Quatre tempéraments, Sérénade, Le Baiser de la fée, Le Palais de cristal.
Elle participe à la création de plusieurs ballets dont Blanche-Neige et Les Noces fantastiques de Serge Lifar ou Turangalîla de Roland Petit. Elle forme avec Peter Van Dyk, lors de sa création à l’Opéra comique en 1957, « un couple à l’insurpassable harmonie » dans La Symphonie inachevée.  

Jacqueline Rayet interprète les ballets de Maurice Béjart notamment Le Sacre du printemps (1965) et Werbern opus 5 (1967). 

« C'est la première fois depuis que Béjart dirige les Ballets du XXe siècle, qu'il a accepté de créer un ouvrage pour deux danseurs qui n'appartiennent pas à sa compagnie. Mais il est vrai que Rayet, avec Le Sacre du printemps, est devenue plus béjartienne que certaines danseuses de Bruxelles. »

## Maître de ballets et professeur
Après s'être retirée de la scène, Jacqueline Rayet devient maîtresse de ballet à l’Opéra de Paris, puis au Ballet du XXe siècle. En 1986, elle est nommée professeur au Conservatoire national supérieur de Paris où elle a la tâche de reprendre la classe de Claire Motte.

## Distinctions
- Officière de la Légion d'honneur[5],
- Commandeure de l'ordre national du Mérite
- Chevalière de l'ordre des Arts et des Lettres